# Claudius Gallet
Pour les articles homonymes, voir Gallet.
Claudius Gallet, né le 12 novembre 1874 à Annecy et mort le 1er septembre 1936 à Annecy, est un homme politique français.

## Biographie

### Enfance et formation
Claudius Gallet naît le 12 novembre 1874 à Annecy. Sa famille est originaire du village de Moye. Un de ses aïeuls fut président de l'Assemblée nationale des Allobroges, en 1792, un certain J.F. Décret.
Ses études débutent au collège de Bonneville, et se poursuivent au Lycée Berthollet d'Annecy. Il fait des études de médecine à la faculté de Lyon. Il reçoit le titre de docteur, le 5 juin 1900. Il a réalisé une thèse sur les « luxations congénitales de la rotule ».

### Carrière médicale
Claudius Gallet s'installe à Annecy.
En 1909, il est conseiller municipal de sa ville natale.
Au cours de la Première Guerre mondiale, il sert en tant que médecin. Il est médecin-chef du dépôt commun des 30e et 230e régiments d'infanterie. Il reçoit plusieurs citations.
Il n'est démobilisé qu'au 1er janvier 1919. Il sera médecin de la place d'Annecy de la fin de la guerre jusqu'à cette date.

### Carrière politique
Il se présente aux élections sénatoriales de l'année 1920 sur une liste composée de Fernand David et le docteur Émile Goy. Il remplace l'ancien sénateur Jules Mercier.
Il est élu, le 11 janvier 1920, sénateur de la Haute-Savoie, mandat qu'il occupe jusqu'à sa mort. En 1922, il est élu conseiller général du canton d'Annecy-Nord, mandat qu'il garde également jusqu'en 1936.
Il devient Ministre des Pensions du 3 novembre 1929 au 2 mars 1930 dans les gouvernements André Tardieu (1) et Camille Chautemps (1). Ce dernier était le fils d'Émile Chautemps, originaire de Haute-Savoie.

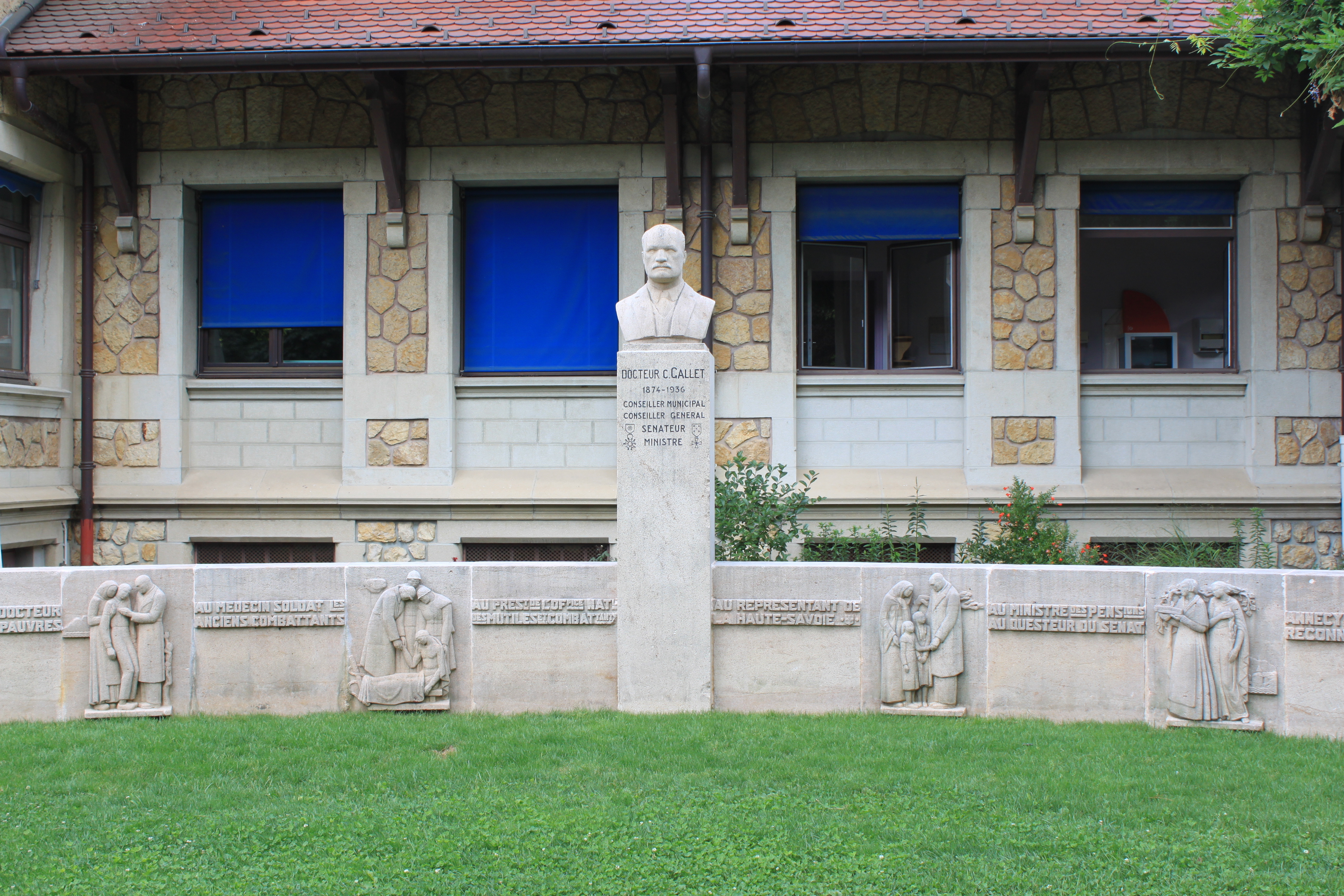
Statue de Claudius Gallet par le sculpteur Jean-Marie Baumel à Annecy

Un monument lui est dédié dans les "Jardins de l'Europe" de la ville d'Annecy, le  buste ainsi que les bas-reliefs sont l'œuvre du  sculpteur Jean-Marie Baumel .